# Johannes Stjärne Nilsson
 Johannes Stjärne Nilsson, född 24 mars 1969, är en svensk filmregissör, manusförfattare, serietecknare och illustratör utbildad vid Konstfack. Han är mest känd för sina prisbelönta kortfilmer, bland andra Bakom mahognybordet (1996), Music for one apartment and six drummers (2001) och  Kvinna vid grammofon (2006) som han gjort tillsammans med Ola Simonsson. Bakom mahognybordet fick pris vid Chicago International Film Festival och vid Toronto International Film Festival, Music for one apartment and six drummers fick Guldbaggen för bästa kortfilm och Kvinna vid grammofon visades i Cannes.
2006 tilldelades Johannes Stjärne Nilsson och Ola Simonsson Mai Zetterling-stipendiet med motiveringen: "Filmskaparna Ola Simonsson och Johannes Stjärne Nilsson tilldelas 2007 års Mai Zetterling-stipendium för sin enastående, konsekventa och varaktiga insats inom kortfilmen. De har enträget genom sin produktion av kortfilmer lyckats bevara sin absurda, kafkainspirerade svarta humor, och förmått utveckla en egen personlig stilart. Liksom hos Mai Zetterling finns hos dem en stark känsla för humanismen."
Julen 2010 var det premiär på Stjärne Nilssons och Simonssons första långfilm - Sound of Noise. Filmen hade sin internationella premiär vid Cannesfestivalen i maj 2010.

## Filmografi
- 1990 Och sjön fylles
- 1993 Antikvariat
- 1994 Puls
- 1996 Bakom mahognybordet
- 1999 Herr Pendel
- 1999 Roliga gubbar
- 2000 Sverige
- 2001 Great Exuma
- 2001 Music for one apartment and six drummers
- 2002 Fika - Sveriges paus
- 2002 Hotel Rienne
- 2004 Du var där med din polare Frank
- 2005 Hur vore det med eternit?
- 2005 Spättans väg
- 2005 Wanted! Popmusiker!
- 2006 Kvinna vid grammofon
- 2010 Sound of Noise (Långfilm)